# Hockeyallsvenskan 2009/2010
Hockeyallsvenskan 2009/2010 spelades 16 september 2009-7 mars 2010, bestod av 14 lag och spelades i 52 omgångar - alla lag mötte varandra fyra gånger, två hemma och två borta. De tre första lagen gick direkt till kvalserien, lag 4–7 spelade playoff om en fjärde plats i samma kvalserie, och de två sista fick kvala till nästa säsong av Hockeyallsvenskan tillsammans med fyra lag från Division 1.

## Deltagande lag
| Lag                 | Ort        | Arena             | Plac | 1:a säsong | Sedan     |
| ------------------- | ---------- | ----------------- | ---- | ---------- | --------- |
| AIK                 | Stockholm  | Hovet             | 2    | 2002/2003  | 2005/2006 |
| Almtuna IS          | Uppsala    | Gränbyhallen      | 6    | 2001/2002  | 2003/2004 |
| Bofors IK           | Karlskoga  | Nobelhallen       | 10   | 1999/2000  | 1999/2000 |
| Borås HC            | Borås      | Borås Ishall      | 9    | 2007/2008  | 2007/2008 |
| IF Björklöven       | Umeå       | Umeå Arena        | 9    | 1999/2000  | 2001/2002 |
| IF Sundsvall Hockey | Sundsvall  | Gärdehov          | 12   | 1999/2000  | 1999/2000 |
| IF Troja-Ljungby    | Ljungby    | Sunnerbohov       | 7    | 1999/2000  | 2008/2009 |
| IK Oskarshamn       | Oskarshamn | Arena Oskarshamn  | 13   | 1999/2000  | 1999/2000 |
| Leksands IF         | Leksand    | Ejendals Arena    | 1    | 2001/2002  | 2006/2007 |
| Malmö Redhawks      | Malmö      | Malmö Arena       | 8    | 2005/2006  | 2007/2008 |
| Mora IK             | Mora       | FM Mattsson Arena | 4    | 1999/2000  | 2008/2009 |
| VIK Västerås HK     | Västerås   | ABB Arena         | 3    | 2002/2003  | 2002/2003 |
| Växjö Lakers HC     | Växjö      | Växjö Ishall      | 5    | 2003/2004  | 2003/2004 |
| Örebro HK           | Örebro     | Behrn Arena       | AS2  | 2001/2002  | 2009/2010 |

## Tabell
Lag 1–3 till kvalserien till Elitserien.

Lag 4–7 till playoff.

Lag 13–14 till kvalserien till Hockeyallsvenskan. 
| Nr | Lag                 | S  | V  | ÖV | ÖF | F  | GM  | IM  | MS  | P   |
| -- | ------------------- | -- | -- | -- | -- | -- | --- | --- | --- | --- |
| 1  | Leksands IF         | 52 | 31 | 4  | 6  | 11 | 185 | 133 | +52 | 107 |
| 2  | AIK                 | 52 | 31 | 3  | 5  | 13 | 174 | 123 | +51 | 104 |
| 3  | Växjö Lakers HC     | 52 | 29 | 4  | 7  | 12 | 177 | 140 | +37 | 102 |
| 4  | Almtuna IS          | 52 | 29 | 3  | 2  | 18 | 136 | 108 | +28 | 95  |
| 5  | Malmö Redhawks      | 52 | 25 | 6  | 5  | 16 | 165 | 146 | +19 | 92  |
| 6  | Bofors IK           | 52 | 20 | 7  | 11 | 14 | 160 | 155 | +5  | 85  |
| 7  | Mora IK             | 52 | 24 | 3  | 6  | 19 | 170 | 151 | +19 | 84  |
| 8  | VIK Västerås HK     | 52 | 21 | 3  | 5  | 23 | 138 | 138 | 0   | 74  |
| 9  | Borås HC            | 52 | 18 | 8  | 4  | 22 | 146 | 156 | −10 | 74  |
| 10 | Örebro HK           | 52 | 13 | 8  | 8  | 23 | 171 | 193 | −22 | 63  |
| 11 | IF Troja-Ljungby    | 52 | 14 | 9  | 3  | 26 | 138 | 167 | −29 | 63  |
| 12 | IF Björklöven       | 52 | 15 | 4  | 5  | 28 | 114 | 145 | −31 | 58  |
| 13 | IF Sundsvall Hockey | 52 | 12 | 7  | 5  | 28 | 115 | 170 | −55 | 55  |
| 14 | IK Oskarshamn       | 52 | 8  | 5  | 2  | 37 | 104 | 168 | −64 | 36  |

Statistiken hämtad från Everysport.com.

## Statistik
Poängliga
|    | Nr | Spelare            | Lag             | Position       | Matcher | Mål | Assist | Poäng |
| -- | -- | ------------------ | --------------- | -------------- | ------- | --- | ------ | ----- |
| 1  | 24 | Conny Strömberg    | Örebro HK       | centerforward  | 51      | 18  | 46     | 64    |
| 2  | 10 | Pelle Prestberg    | Leksands IF     | vänsterforward | 52      | 30  | 31     | 61    |
| 3  | 21 | Robert Rosén       | Växjö Lakers HC | centerforward  | 52      | 27  | 30     | 57    |
| 4  | 15 | Henrik Löwdahl     | Örebro HK       | centerforward  | 49      | 27  | 29     | 56    |
| 5  | 18 | Jacob Blomqvist    | Bofors IK       | centerforward  | 52      | 24  | 32     | 56    |
| 6  | 10 | Richard Gynge      | AIK             | vänsterforward | 51      | 28  | 24     | 52    |
| 7  | 27 | Carl Söderberg     | Malmö Redhawks  | centerforward  | 51      | 20  | 31     | 51    |
| 8  | 21 | Christian Sandberg | AIK             | centerforward  | 51      | 20  | 27     | 47    |
| 9  | 23 | Fredrik Orrsten    | Örebro HK       | högerforward   | 47      | 17  | 30     | 47    |
| 10 | 44 | Josh MacNevin      | Växjö Lakers HC | högerback      | 48      | 14  | 32     | 46    |

Statistiken hämtad från Svenska Ishockeyförbundet.
Målvaktsliga
|    | Nr | Spelare                    | Lag            | Matcher | GAA  | SVS%  |
| -- | -- | -------------------------- | -------------- | ------- | ---- | ----- |
| 1  | 1  | Fredrik Pettersson-Wentzel | Almtuna IS     | 43      | 1,85 | 92,43 |
| 2  | 40 | Christopher Heino-Lindberg | Växjö Lakers   | 41      | 2,04 | 93,03 |
| 3  | 30 | Viktor Fasth               | Växjö Lakers   | 28      | 2,15 | 93,04 |
| 4  | 30 | Joacim Eriksson            | Leksands IF    | 49      | 2,40 | 92,60 |
| 5  | 31 | Patrick Galbraith          | IF Björklöven  | 51      | 2,53 | 91,20 |
| 6  | 31 | Markus Svensson            | Malmö Redhawks | 52      | 2,57 | 91,10 |
| 7  | 69 | Oscar Alsenfelt            | Växjö Lakers   | 40      | 2,62 | 90,85 |
| 8  | 1  | Lars Johansson             | Mora IK        | 51      | 2,70 | 90,41 |
| 9  | 1  | David Rautio               | IK Oskarshamn  | 49      | 2,76 | 91,48 |
| 10 | 82 | Micael Andersson           | Bofors IK      | 51      | 2,85 | 88,75 |

Statistiken hämtad från Svenska Ishockeyförbundet.

## Playoff
Playoff till Kvalserien till Elitserien spelades mellan lag 4 och 7 i Hockeyallsvenskan: Malmö Redhawks, Almtuna IS, Mora IK och Bofors IK. Matcherna spelades i bäst av tre och det tredjeplacerade laget, Almtuna, fick välja vilket lag de skulle möta i första omgången. Vinnarna från Playoff 1 möttes i Playoff 2 om den sista platsen i Kvalserien till Elitserien.
Efter sista omgången i Hockeyallsvenskan den 7 mars 2010 valde fjärdeplacerade Almtuna att möta Mora i Playoff 1. Därmed fick Malmö och Bofors mötas.
Översikt
|  | Playoff 1      | Playoff 1      | Playoff 1 | Playoff 1 |            |   | Playoff 2 | Playoff 2 | Playoff 2 | Playoff 2 |
|  |                |                |           |           |            |   |           |           |           |           |
|  |                |                |           |           |            |   |           |           |           |           |
|  |                |                |           |           |            |   |           |           |           |           |
|  | Almtuna IS     | Almtuna IS     | 2         | 3         |            |   |           |           |           |           |
|  | Almtuna IS     | Almtuna IS     | 2         | 3         |            |   |           |           |           |           |
|  | Mora IK        | Mora IK        | 1         | 1         |            |   |           |           |           |           |
|  | Mora IK        | Mora IK        | 1         | 1         | Almtuna IS | 1 | 4         | 5         |           |           |
|  |                |                |           |           | Almtuna IS | 1 | 4         | 5         |           |           |
|  |                | Malmö Redhawks | 2         | 1         | 2          |   |           |           |           |           |
|  | Malmö Redhawks | Malmö Redhawks | 2         | 1         | 2          | 5 | 5         |           |           |           |
|  | Malmö Redhawks | Malmö Redhawks |           |           |            |   | 5         |           |           |           |
|  | Bofors IK      | Bofors IK      | 4         | 2         |            |   |           |           |           |           |
|  | Bofors IK      | Bofors IK      | 4         | 2         |            |   |           |           |           |           |

Playoff 1
| 1     | 10 mars 2010 | Bofors IK               | 1–2                     | Malmö Redhawks                    | Nobelhallen                                  |                                              |
| 19:00 | 19:00        | (0–1, 1–0, 0–1) Rapport | (0–1, 1–0, 0–1) Rapport | (0–1, 1–0, 0–1) Rapport           | Karlskoga Publik: 3 017 Domare: Tobias Björk | Karlskoga Publik: 3 017 Domare: Tobias Björk |
| 19:00 | 19:00        | P.Lundh (26:48)         | Mål                     | (00:44) J.Urbas (41:53) T.Larsson | Karlskoga Publik: 3 017 Domare: Tobias Björk | Karlskoga Publik: 3 017 Domare: Tobias Björk |
| 19:00 | 19:00        |                         |                         |                                   | Karlskoga Publik: 3 017 Domare: Tobias Björk | Karlskoga Publik: 3 017 Domare: Tobias Björk |
| 19:00 | 19:00        |                         |                         |                                   | Karlskoga Publik: 3 017 Domare: Tobias Björk | Karlskoga Publik: 3 017 Domare: Tobias Björk |
| 19:00 | 19:00        |                         |                         |                                   | Karlskoga Publik: 3 017 Domare: Tobias Björk | Karlskoga Publik: 3 017 Domare: Tobias Björk |
| 19:00 | 19:00        |                         |                         |                                   | Karlskoga Publik: 3 017 Domare: Tobias Björk | Karlskoga Publik: 3 017 Domare: Tobias Björk |

| 2     | 12 mars 2010 | Malmö Redhawks                                  | 3–1                     | Bofors IK               | Malmö Arena                                 |                                             |
| 19:00 | 19:00        | (2–0, 1–1, 0–0) Rapport                         | (2–0, 1–1, 0–0) Rapport | (2–0, 1–1, 0–0) Rapport | Malmö Publik: 6 301 Domare: Mikael Sjöqvist | Malmö Publik: 6 301 Domare: Mikael Sjöqvist |
| 19:00 | 19:00        | K.Staal (06:55) K.Staal (12:35) K.Staal (26:27) | Mål                     | (31:08) B.Kindahl       | Malmö Publik: 6 301 Domare: Mikael Sjöqvist | Malmö Publik: 6 301 Domare: Mikael Sjöqvist |
| 19:00 | 19:00        |                                                 |                         |                         | Malmö Publik: 6 301 Domare: Mikael Sjöqvist | Malmö Publik: 6 301 Domare: Mikael Sjöqvist |
| 19:00 | 19:00        |                                                 |                         |                         | Malmö Publik: 6 301 Domare: Mikael Sjöqvist | Malmö Publik: 6 301 Domare: Mikael Sjöqvist |
| 19:00 | 19:00        |                                                 |                         |                         | Malmö Publik: 6 301 Domare: Mikael Sjöqvist | Malmö Publik: 6 301 Domare: Mikael Sjöqvist |
| 19:00 | 19:00        |                                                 |                         |                         | Malmö Publik: 6 301 Domare: Mikael Sjöqvist | Malmö Publik: 6 301 Domare: Mikael Sjöqvist |

| 1     | 10 mars 2010 | Mora IK                                                                    | 4–5 (e.fl.)                  | Almtuna IS                                                                                | FM Mattsson Arena                        |                                          |
| 19:00 | 19:00        | (2–0, 2–3, 0–1, 0–1) Rapport                                               | (2–0, 2–3, 0–1, 0–1) Rapport | (2–0, 2–3, 0–1, 0–1) Rapport                                                              | Mora Publik: 2 128 Domare: David Bergman | Mora Publik: 2 128 Domare: David Bergman |
| 19:00 | 19:00        | V.Amnér (09:55) M.Zettergren (16:07) A.Hilmerson (27:47) D.Viksten (36:34) | Mål                          | (20:30) J.Kraft (24:23) J.Andersson (37:09) J.Andersson (40:46) J.Larsson (72:02) R.Kimby | Mora Publik: 2 128 Domare: David Bergman | Mora Publik: 2 128 Domare: David Bergman |
| 19:00 | 19:00        |                                                                            |                              |                                                                                           | Mora Publik: 2 128 Domare: David Bergman | Mora Publik: 2 128 Domare: David Bergman |
| 19:00 | 19:00        |                                                                            |                              |                                                                                           | Mora Publik: 2 128 Domare: David Bergman | Mora Publik: 2 128 Domare: David Bergman |
| 19:00 | 19:00        |                                                                            |                              |                                                                                           | Mora Publik: 2 128 Domare: David Bergman | Mora Publik: 2 128 Domare: David Bergman |
| 19:00 | 19:00        |                                                                            |                              |                                                                                           | Mora Publik: 2 128 Domare: David Bergman | Mora Publik: 2 128 Domare: David Bergman |

| 2     | 12 mars 2010 | Almtuna IS                                                                                     | 5–2                     | Mora IK                                | Gränbyhallen                              |                                           |
| 19:00 | 19:00        | (2–1, 3–1, 0–0) Rapport                                                                        | (2–1, 3–1, 0–0) Rapport | (2–1, 3–1, 0–0) Rapport                | Uppsala Publik: 2 128 Domare: Mikael Nord | Uppsala Publik: 2 128 Domare: Mikael Nord |
| 19:00 | 19:00        | K.Karlsson (07:06) L.Stensson (11:26) J.Berggren (22:18) J.Gellerstedt (23:20) R.Kimby (26:26) | Mål                     | (06:43) T.Lagerström (29:37) D.Viksten | Uppsala Publik: 2 128 Domare: Mikael Nord | Uppsala Publik: 2 128 Domare: Mikael Nord |
| 19:00 | 19:00        |                                                                                                |                         |                                        | Uppsala Publik: 2 128 Domare: Mikael Nord | Uppsala Publik: 2 128 Domare: Mikael Nord |
| 19:00 | 19:00        |                                                                                                |                         |                                        | Uppsala Publik: 2 128 Domare: Mikael Nord | Uppsala Publik: 2 128 Domare: Mikael Nord |
| 19:00 | 19:00        |                                                                                                |                         |                                        | Uppsala Publik: 2 128 Domare: Mikael Nord | Uppsala Publik: 2 128 Domare: Mikael Nord |
| 19:00 | 19:00        |                                                                                                |                         |                                        | Uppsala Publik: 2 128 Domare: Mikael Nord | Uppsala Publik: 2 128 Domare: Mikael Nord |

Playoff 2
| 1     | 16 mars 2010 | Malmö Redhawks                   | 2–1                     | Almtuna IS              | Malmö Arena                                 |                                             |
| 19:00 | 19:00        | (0–0, 0–1, 2–0) Rapport          | (0–0, 0–1, 2–0) Rapport | (0–0, 0–1, 2–0) Rapport | Malmö Publik: 5 774 Domare: Mikael Sjöqvist | Malmö Publik: 5 774 Domare: Mikael Sjöqvist |
| 19:00 | 19:00        | D.MacLean 44:24 R.Weihager 49:44 | Mål                     | 28:07 E.Fälth           | Malmö Publik: 5 774 Domare: Mikael Sjöqvist | Malmö Publik: 5 774 Domare: Mikael Sjöqvist |
| 19:00 | 19:00        |                                  |                         |                         | Malmö Publik: 5 774 Domare: Mikael Sjöqvist | Malmö Publik: 5 774 Domare: Mikael Sjöqvist |
| 19:00 | 19:00        |                                  |                         |                         | Malmö Publik: 5 774 Domare: Mikael Sjöqvist | Malmö Publik: 5 774 Domare: Mikael Sjöqvist |
| 19:00 | 19:00        |                                  |                         |                         | Malmö Publik: 5 774 Domare: Mikael Sjöqvist | Malmö Publik: 5 774 Domare: Mikael Sjöqvist |
| 19:00 | 19:00        |                                  |                         |                         | Malmö Publik: 5 774 Domare: Mikael Sjöqvist | Malmö Publik: 5 774 Domare: Mikael Sjöqvist |

| 2     | 18 mars 2010 | Almtuna IS                                                         | 4–1                     | Malmö Redhawks          | Gränbyhallen                              |                                           |
| 19:00 | 19:00        | (1–1, 2–0, 1–0) Rapport                                            | (1–1, 2–0, 1–0) Rapport | (1–1, 2–0, 1–0) Rapport | Uppsala Publik: 2 420 Domare: Mikael Nord | Uppsala Publik: 2 420 Domare: Mikael Nord |
| 19:00 | 19:00        | A.Paulson 06:44 J.Gellerstedt 33:26 J.Kraft 37:22 K.Karlsson 54:14 | Mål                     | 07:05 M.Olsson          | Uppsala Publik: 2 420 Domare: Mikael Nord | Uppsala Publik: 2 420 Domare: Mikael Nord |
| 19:00 | 19:00        |                                                                    |                         |                         | Uppsala Publik: 2 420 Domare: Mikael Nord | Uppsala Publik: 2 420 Domare: Mikael Nord |
| 19:00 | 19:00        |                                                                    |                         |                         | Uppsala Publik: 2 420 Domare: Mikael Nord | Uppsala Publik: 2 420 Domare: Mikael Nord |
| 19:00 | 19:00        |                                                                    |                         |                         | Uppsala Publik: 2 420 Domare: Mikael Nord | Uppsala Publik: 2 420 Domare: Mikael Nord |
| 19:00 | 19:00        |                                                                    |                         |                         | Uppsala Publik: 2 420 Domare: Mikael Nord | Uppsala Publik: 2 420 Domare: Mikael Nord |

| 3     | 19 mars 2010 | Almtuna IS                                                                                 | 5–2                     | Malmö Redhawks              | Gränbyhallen                                |                                             |
| 19:00 | 19:00        | (1–1, 2–0, 2–1) Rapport                                                                    | (1–1, 2–0, 2–1) Rapport | (1–1, 2–0, 2–1) Rapport     | Uppsala Publik: 2 164 Domare: Sören Persson | Uppsala Publik: 2 164 Domare: Sören Persson |
| 19:00 | 19:00        | J.Kraft 06:36 R.Rollin-Carlsson 22:48 K.Karlsson 37:51 J.Gellerstedt 42:27 J.Sjölund 58:46 | Mål                     | 09:53 K.Staal 47:18 N.Hardt | Uppsala Publik: 2 164 Domare: Sören Persson | Uppsala Publik: 2 164 Domare: Sören Persson |
| 19:00 | 19:00        |                                                                                            |                         |                             | Uppsala Publik: 2 164 Domare: Sören Persson | Uppsala Publik: 2 164 Domare: Sören Persson |
| 19:00 | 19:00        |                                                                                            |                         |                             | Uppsala Publik: 2 164 Domare: Sören Persson | Uppsala Publik: 2 164 Domare: Sören Persson |
| 19:00 | 19:00        |                                                                                            |                         |                             | Uppsala Publik: 2 164 Domare: Sören Persson | Uppsala Publik: 2 164 Domare: Sören Persson |
| 19:00 | 19:00        |                                                                                            |                         |                             | Uppsala Publik: 2 164 Domare: Sören Persson | Uppsala Publik: 2 164 Domare: Sören Persson |

Data är hämtade från Svenska Ishockeyförbundets historiska databas.

## Kvalserien till Hockeyallsvenskan
| Nr | Kvalserie till Hockeyallsvenskan | S  | V | ÖV | ÖF | F | GM | IM | MS  | P  |
| -- | -------------------------------- | -- | - | -- | -- | - | -- | -- | --- | -- |
| 1  | IK Oskarshamn                    | 10 | 7 | 1  | 0  | 2 | 33 | 20 | +13 | 23 |
| 2  | Tingsryds AIF ▲                  | 10 | 7 | 0  | 0  | 3 | 35 | 25 | +10 | 21 |
| 3  | IF Sundsvall ▼                   | 10 | 4 | 1  | 2  | 3 | 32 | 30 | +2  | 16 |
| 4  | Nybro Vikings IF                 | 10 | 4 | 0  | 1  | 5 | 21 | 27 | −6  | 13 |
| 5  | Olofströms IK                    | 10 | 3 | 0  | 0  | 7 | 24 | 36 | −12 | 9  |
| 6  | Enköpings SK                     | 10 | 2 | 1  | 0  | 7 | 27 | 34 | −7  | 8  |

Tingsryd kvalificerade sig för Hockeyallsvenskan på Sundsvalls bekostnad. Senare beslutade Svenska ishockeyförbundet att inte ge Björklöven elitlicens och att Sundsvall fick Björklövens plats.

## Arenor
| Anläggningar för Hockeyallsvenskan 2009/2010   | Anläggningar för Hockeyallsvenskan 2009/2010  | Anläggningar för Hockeyallsvenskan 2009/2010 | Anläggningar för Hockeyallsvenskan 2009/2010 | Anläggningar för Hockeyallsvenskan 2009/2010 | Anläggningar för Hockeyallsvenskan 2009/2010 | Anläggningar för Hockeyallsvenskan 2009/2010 |
| AIK                                            | Almtuna IS                                    | IF Björklöven                                | Bofors IK                                    | Borås HC                                     | Leksands IF                                  | Malmö Redhawks                               |
| ---------------------------------------------- | --------------------------------------------- | -------------------------------------------- | -------------------------------------------- | -------------------------------------------- | -------------------------------------------- | -------------------------------------------- |
| Hovet Kapacitet: 8 094 Byggd: 1955             | Gränby ishallar Kapacitet: 2 562 Byggd: 1974  | Umeå Arena Kapacitet: 6 002 Byggd: 2001      | Nobelhallen Kapacitet: 6 300 Byggd: 1972     | Borås Ishall Kapacitet: 3 949 Byggd: 1972    | Tegera Arena Kapacitet: 7 650 Byggd: 2004    | Malmö Arena Kapacitet: 13 700 Byggd: 2008    |
|                                                |                                               |                                              |                                              |                                              |                                              |                                              |
| Mora IK                                        | IK Oskarshamn                                 | IF Sundsvall                                 | IF Troja-Ljungby                             | VIK Västerås HK                              | Växjö Lakers                                 | Örebro HK                                    |
| FM Mattsson Arena Kapacitet: 4 500 Byggd: 1967 | Arena Oskarshamn Kapacitet: 3 424 Byggd: 1974 | Gärdehov Kapacitet: 2 500 Byggd: 1966        | Sunnerbohov Kapacitet: 3 700 Byggd: ????     | ABB Arena Nord Kapacitet: 5 800 Byggd: 2007  | Vida Arena Kapacitet: 5 700 Byggd: 2011      | Behrn Arena Kapacitet: 5 800 Byggd: 1960     |
|                                                |                                               |                                              |                                              |                                              |                                              |                                              |